# Chicago Underground Trio
I Chicago Underground Trio sono una band experimental rock-jazz statunitense, originaria di Chicago, Illinois.
Il gruppo nasce dal progetto di tre artisti già legati alla scena underground: Noel Kupersmith (basso, contrabbasso), Rob Mazurek (cornetta, sintetizzatori, Moog) e Chad Taylor (batteria). Gli ultimi due, infatti, sono soliti ribattezzare con la sigla "Chicago Underground" i loro progetti (duo, trio, quartet, orchestra), che prevedono sonorità talvolta post-rock, talvolta legate al jazz e all'art rock, e più in generale all'elettronica sperimentale, sempre nello scenario dell'alternativa. Attualmente hanno all'attivo tre album: si tratta di Possible Cube (1999), Flamethrower (2000) e Slon (2004). Nel 2007 è stato inoltre pubblicato un DVD, dal titolo Chronicle.

## Stile
Vi sono alcune affinità sonore - maggiormente da un punto di vista attitudinale che effettuale - con gruppi underground come Tortoise (matrice di parte degli strumentisti) ed Isotope 217. Infatti lo stesso Jeff Parker, componente dei Tortoise, suona anche nei Chicago Underground Quartet di Mazurek e Taylor. Ma il massiccio utilizzo di fiati e synth, e la repentina ricerca di formule ed atmosfere rarefatte e affini, conferiscono al sound del gruppo una spiccata tendenza verso un jazz sperimentalistico. Maruzek e Taylor, come Duo, si sono esibiti come gruppo-spalla proprio dei Tortoise, nel Live di Francoforte, il 23 ottobre 1999.

## Formazione
- Noel Kupersmith - basso, contrabbasso
- Rob Mazurek - cornetta, sintetizzatori, Moog
- Chad Taylor - batteria

## Discografia

### Album in studio
- 1999 – Possible Cube
- 2000 – Flamethrower
- 2004 – Slon

### Album video
- 2007 – Chronicle